# Magnus Frykvall
Henning Carl-Magnus Frykvall, född 7 februari 1975, är en svensk officer i Armén.

## Biografi
Frykvall blev 1998 fänrik i Armén. År 2000 befordrades han till löjtnant, år 2005 till kapten, år 2008 till major, år 2014 till överstelöjtnant och 2022 till överste.
Frykvall inledde 1995 sin militära karriär i Armén som värnpliktig gruppchef vid Skaraborgs regemente (P 4). Åren 1996–1998 studerade han på officershögskolan vid Stridsskola Mitt. Åren 1999–2000 studerade han vid Militärhögskolan Karlberg. 2001 tjänstgjorde han som plutonchef i Kosovo (KS04). 2001–2002 tjänstgjorde han vid stridsskola mitt som instruktör. 2003 studerade han vid Markstridsskolan  (TAP).2004-2007 tjänstgjorde han vid Grenadjärkompaniet P4/Kvarn bland annat som kompanichef. Åren 2007–2008 studerade han vid Försvarshögskolan (SU). 2008-2010 var han chef för Skånings kompani vid Skaraborgs regemente. 2011 tjänstgjorde han som kompanichef i Afghanistan, jowzjan provinsen (FS21). 2012- 2013 studerade han vid Försvarshögskolan (HSU) Åren 2013–2014 studerade han vid US Army command and general staff college där han tog MMAS (military master of art and science). Åren 2014–2016 var han chef för 41. pansarbataljonen och 2016-2018 var han chef för 42. Pansarbataljonen båda vid Skaraborgs regemente. Åren 2018–2019 var han kontingentschef för den svenska truppstyrkan Mali 09 i MINUSMA. Åren 2019–2022 var han stabschef vid produktionsledningens genomförandeavdelning på Högkvarteret. Den 23 mars 2022 tillträdde han som chef för Gotlands regemente (P 18) och den 25 mars genomfördes fanöverlämningen vid regemente, där den avgående chefen Mattias Ardin överlämnade regementets fana till den pågående chefen Frykvall.